# Vital Eiselt
Vital Eiselt, slovenski košarkar, * 9. junij 1941, Ljubljana.
Eiselt je za Jugoslavijo nastopil na Poletnih olimpijskih igrah 1964 v Tokiu, kjer je z košarkarsko reprezentanco osvojil sedmo mesto. Kot član reprezentance je osvojil tri srebrne medalje na velikih tekmovanjih, eno na Svetovnem prvenstvu leta 1963, dve pa na evropskih prvenstvih v letih 1961 in 1965. Bil je dolgoletni član KK Olimpija.